# Hemistola pomona
Hemistola pomona är en fjärilsart som beskrevs av Geoffroy 1785. Hemistola pomona ingår i släktet Hemistola och familjen mätare. Inga underarter finns listade i Catalogue of Life.